# Olympische Winterspiele 2018/Freestyle-Skiing – Skicross (Frauen)
Der Skicross-Wettbewerb der Frauen bei den Olympischen Winterspielen 2018 fand am 23. Februar 2018 um 13:15 Uhr Ortszeit (5:15 Uhr MEZ) statt. Ausgetragen wurde der Wettbewerb im Phoenix Snow Park.
Die Kanadierin Kelsey Serwa wurde vor ihrer Landsfrau Brittany Phelan und der Schweizerin Fanny Smith Olympiasiegerin.

## Ergebnisse

### Platzierungsrunde
| Rang | Athletin                 | Land                             | Zeit (min) | Rückstand (s) |
| ---- | ------------------------ | -------------------------------- | ---------- | ------------- |
| 1    | Marielle Thompson        | Kanada                           | 1:13,11    |               |
| 2    | Kelsey Serwa             | Kanada                           | 1:13,33    | +0,22         |
| 3    | Brittany Phelan          | Kanada                           | 1:13,56    | +0,45         |
| 4    | Sandra Näslund           | Schweden                         | 1:13,58    | +0,47         |
| 5    | Fanny Smith              | Schweiz                          | 1:13,90    | +0,79         |
| 6    | Alizée Baron             | Frankreich                       | 1:14,11    | +1,00         |
| 7    | Katrin Ofner             | Österreich                       | 1:14,30    | +1,19         |
| 8    | Andrea Limbacher         | Österreich                       | 1:14,71    | +1,60         |
| 9    | Sami Kennedy-Sim         | Australien                       | 1:14,97    | +1,86         |
| 10   | Sanna Lüdi               | Schweiz                          | 1:15,13    | +2,02         |
| 11   | India Sherret            | Kanada                           | 1:15,48    | +2,37         |
| 12   | Marielle Berger Sabbatel | Frankreich                       | 1:15,60    | +2,49         |
| 13   | Nikol Kučerová           | Tschechien                       | 1:15,61    | +2,50         |
| 14   | Debora Pixner            | Italien                          | 1:15,72    | +2,61         |
| 15   | Anastassija Tschirzowa   | Olympische Athleten aus Russland | 1:15,83    | +2,72         |
| 16   | Talina Gantenbein        | Schweiz                          | 1:15,97    | +2,86         |
| 17   | Lisa Andersson           | Schweden                         | 1:16,15    | +3,04         |
| 18   | Stephanie Joffroy        | Chile                            | 1:16,70    | +3,59         |
| 19   | Wiktorija Sawadowskaja   | Olympische Athleten aus Russland | 1:16,80    | +3,69         |
| 20   | Julia Eichinger          | Deutschland                      | 1:17,56    | +4,45         |
| 21   | Reina Umehara            | Japan                            | 1:17,81    | +4,70         |
| 22   | Emily Sarsfield          | Großbritannien                   | 1:18,25    | +5,14         |
| 23   | Priscillia Annen         | Schweiz                          | 2:30,03    | +76,92        |
| 24   | Lucrezia Fantelli        | Italien                          | DNS        | DNS           |

### Achtelfinale

#### Lauf 1
| Rang | Athletin          | Land     | Anmerkungen |
| ---- | ----------------- | -------- | ----------- |
| 1    | Lisa Andersson    | Schweden | Q           |
| 2    | Talina Gantenbein | Schweiz  | Q           |
| 3    | Marielle Thompson | Kanada   |             |

#### Lauf 2
| Rang | Athletin          | Land       | Anmerkungen |
| ---- | ----------------- | ---------- | ----------- |
| 1    | Andrea Limbacher  | Österreich | Q           |
| 2    | Sami Kennedy-Sim  | Australien | Q           |
|      | Lucrezia Fantelli | Italien    | DNS         |

#### Lauf 3
| Rang | Athletin                 | Land       | Anmerkungen |
| ---- | ------------------------ | ---------- | ----------- |
| 1    | Fanny Smith              | Schweiz    | Q           |
| 2    | Marielle Berger Sabbatel | Frankreich | Q           |
| 3    | Reina Umehara            | Japan      |             |

#### Lauf 4
| Rang | Athletin        | Land        | Anmerkungen |
| ---- | --------------- | ----------- | ----------- |
| 1    | Sandra Näslund  | Schweden    | Q           |
| 2    | Nikol Kučerová  | Tschechien  | Q           |
| 3    | Julia Eichinger | Deutschland |             |

#### Lauf 5
| Rang | Athletin               | Land                             | Anmerkungen |
| ---- | ---------------------- | -------------------------------- | ----------- |
| 1    | Brittany Phelan        | Kanada                           | Q           |
| 2    | Debora Pixner          | Italien                          | Q           |
| 3    | Wiktorija Sawadowskaja | Olympische Athleten aus Russland |             |

#### Lauf 6
| Rang | Athletin        | Land           | Anmerkungen |
| ---- | --------------- | -------------- | ----------- |
| 1    | Alizée Baron    | Frankreich     | Q           |
| 2    | Emily Sarsfield | Großbritannien | Q           |
|      | India Sherret   | Kanada         | DNF         |

#### Lauf 7
| Rang | Athletin         | Land       | Anmerkungen |
| ---- | ---------------- | ---------- | ----------- |
| 1    | Katrin Ofner     | Österreich | Q           |
| 2    | Sanna Lüdi       | Schweiz    | Q           |
| 3    | Priscillia Annen | Schweiz    |             |

#### Lauf 8
| Rang | Athletin               | Land                             | Anmerkungen |
| ---- | ---------------------- | -------------------------------- | ----------- |
| 1    | Kelsey Serwa           | Kanada                           | Q           |
| 2    | Anastassija Tschirzowa | Olympische Athleten aus Russland | Q           |
| 3    | Stephanie Joffroy      | Chile                            |             |

### Viertelfinale

#### Lauf 1
| Rang | Athletin          | Land       | Anmerkungen |
| ---- | ----------------- | ---------- | ----------- |
| 1    | Sami Kennedy-Sim  | Australien | Q           |
| 2    | Lisa Andersson    | Schweden   | Q           |
| 3    | Talina Gantenbein | Schweiz    |             |
|      | Andrea Limbacher  | Österreich | DNF         |

#### Lauf 2
| Rang | Athletin                 | Land       | Anmerkungen |
| ---- | ------------------------ | ---------- | ----------- |
| 1    | Fanny Smith              | Schweiz    | Q           |
| 2    | Sandra Näslund           | Schweden   | Q           |
| 3    | Marielle Berger Sabbatel | Frankreich |             |
| 4    | Nikol Kučerová           | Tschechien |             |

#### Lauf 3
| Rang | Athletin        | Land           | Anmerkungen |
| ---- | --------------- | -------------- | ----------- |
| 1    | Brittany Phelan | Kanada         | Q           |
| 2    | Alizée Baron    | Frankreich     | Q           |
| 3    | Debora Pixner   | Italien        |             |
| 4    | Emily Sarsfield | Großbritannien |             |

#### Lauf 4
| Rang | Athletin               | Land                             | Anmerkungen |
| ---- | ---------------------- | -------------------------------- | ----------- |
| 1    | Kelsey Serwa           | Kanada                           | Q           |
| 2    | Sanna Lüdi             | Schweiz                          | Q           |
| 3    | Katrin Ofner           | Österreich                       |             |
|      | Anastassija Tschirzowa | Olympische Athleten aus Russland | DNF         |

### Halbfinale

#### Lauf 1
| Rang | Athletin         | Land       | Anmerkungen                  |
| ---- | ---------------- | ---------- | ---------------------------- |
| 1    | Sandra Näslund   | Schweden   | Qualifikation Finale         |
| 2    | Fanny Smith      | Schweiz    | Qualifikation Finale         |
| 3    | Sami Kennedy-Sim | Australien | Qualifikation Kleines Finale |
| 4    | Lisa Andersson   | Schweden   | Qualifikation Kleines Finale |

#### Lauf 2
| Rang | Athletin        | Land       | Anmerkungen                       |
| ---- | --------------- | ---------- | --------------------------------- |
| 1    | Brittany Phelan | Kanada     | Qualifikation Finale              |
| 2    | Kelsey Serwa    | Kanada     | Qualifikation Finale              |
| 3    | Sanna Lüdi      | Schweiz    | Qualifikation Kleines Finale      |
|      | Alizée Baron    | Frankreich | DNF, Qualifikation Kleines Finale |

### Kleines Finale
| Rang | Athletin         | Land       |
| ---- | ---------------- | ---------- |
| 1    | Alizée Baron     | Frankreich |
| 2    | Lisa Andersson   | Schweden   |
| 3    | Sanna Lüdi       | Schweiz    |
| 4    | Sami Kennedy-Sim | Australien |

### Finale
| Rang | Athletin        | Land     |
| ---- | --------------- | -------- |
| 1    | Kelsey Serwa    | Kanada   |
| 2    | Brittany Phelan | Kanada   |
| 3    | Fanny Smith     | Schweiz  |
| 4    | Sandra Näslund  | Schweden |